# جان هیوئتنر
جان هیوئتنر (انگلیسی: John Huettner; ۲۱ اکتبر ۱۹۰۶ – ۴ اوت ۱۹۷۰) قایقران قایق بادبانی اهل ایالات متحده آمریکا بود.